# Ameerega berohoka
Ameerega berohoka é uma espécie de anfíbio da família Dendrobatidae. Endêmica do Brasil, pode ser encontrada apenas nos estados de Goiás e Mato Grosso.